# Geltungsvorrang
Der Geltungsvorrang ist in der Rechtswissenschaft neben dem Anwendungsvorrang eine der beiden Formen, eine Normenkollision aufzulösen. 
Nach dem Prinzip des Geltungsvorrangs gilt für einen Sachverhalt, der von mehreren Rechtsnormen erfasst, aber von ihnen unterschiedlich geregelt wird, nur eine Rechtsnorm, nämlich die vorrangige. Der Geltungsvorrang führt dazu, dass der verdrängte Rechtssatz seine Geltung verliert, das heißt außer Kraft gesetzt und damit ungültig (nichtig) wird: Das höherrangige Recht bricht das niederrangige. Anders ist dies beim Anwendungsvorrang. Welche der beiden kollidierenden Vorschriften vorrangig ist, entscheidet man mittels einer Kollisionsregel.
Unter Umständen wird die verdrängte Norm durch ein besonderes Verfahren außer Kraft gesetzt. Dabei ist zwischen der Prüfungskompetenz (wer darf untersuchen, ob eine Vorschrift vom Geltungsvorrang einer anderen Vorschrift verdrängt wird?), der Nichtanwendungskompetenz (wer darf entscheiden, eine Norm aufgrund des Geltungsvorrang einer anderen Vorschrift nicht anzuwenden?), der Vorlagepflicht (wer muss bei Feststellung eines Geltungsvorrangs die verdrängte Norm einer bestimmten Stelle zur Überprüfung vorlegen?) und der Verwerfungskompetenz (wer darf die verdrängte Vorschrift letztendlich inzident oder prinzipiell für nichtig erklären?) zu unterscheiden.
Der Geltungsvorrang gilt insbesondere bei den Kollisionsregeln Lex superior derogat legi inferiori und Lex posterior derogat legi priori. Verfassungsrechtlich ist der Geltungsvorrang des Bundes- vor dem Landesrecht in Deutschland in Art. 31 GG festgelegt.
Zu unterscheiden ist der Geltungsvorrang vom Vorrang des Gesetzes, einem Grundsatz des öffentlichen Rechts.